# Oskar Troplowitz
Oskar Troplowitz (ur. 18 stycznia 1863 w Gliwicach, zm. 27 kwietnia 1918 w Hamburgu) – niemiecki farmaceuta, współwynalazca kremu Nivea.
Pochodził z rodziny żydowskiej, która w XVIII w. z Opawicy w Górach Opawskich przywędrowała do Gliwic, przyjmując nazwisko od nazwy rodzinnej miejscowości. Jego przodkowie szybko osiągnęli zamożność. Dziadek Oskara, Salomon Troplowitz (1789–1869), słynął na Górnym Śląsku jako handlarz win węgierskich. Był właścicielem winiarni przy gliwickim Rynku i żydowskim radnym w mieście. Ojciec Oskara, Louis Troplowitz (1825–1913), był mistrzem murarskim i również zasiadał w radzie miejskiej. W 1861 r. wraz z Salomonem Lubowskim wzniósł gliwicką synagogę.
Około 1870 roku rodzina Troplowitzów przeprowadziła się z Gliwic do Wrocławia. Tam Oscar uczęszczał do Gimnazjum Marii Magdaleny. Nie zamierzał prowadzić przedsiębiorstwa budowlanego ojca. Marzył o studiach z zakresu historii sztuki, choć rodzina chciała go widzieć raczej na studiach prawniczych lub ekonomicznych. Ostatecznie, za radą swego wuja Gustawa Mankiewicza, właściciela aptek w Poznaniu i Berlinie, związał swe życie z farmacją. Odbył trzyletnią praktykę w jednej z wrocławskich aptek, a w 1886 r. ukończył studium farmacji i złożył egzamin państwowy. Przez krótki czas pracował w aptece wuja w Poznaniu, po czym wrócił na studia – tym razem na filozofię do Heidelbergu, gdzie w 1888 r. uzyskał doktorat. Po odbyciu rocznej służby wojskowej kontynuował pracę w poznańskiej „Hof-Apotheke” i zaręczył się ze swoją kuzynką Gertrudą Mankiewicz (1869–1920).

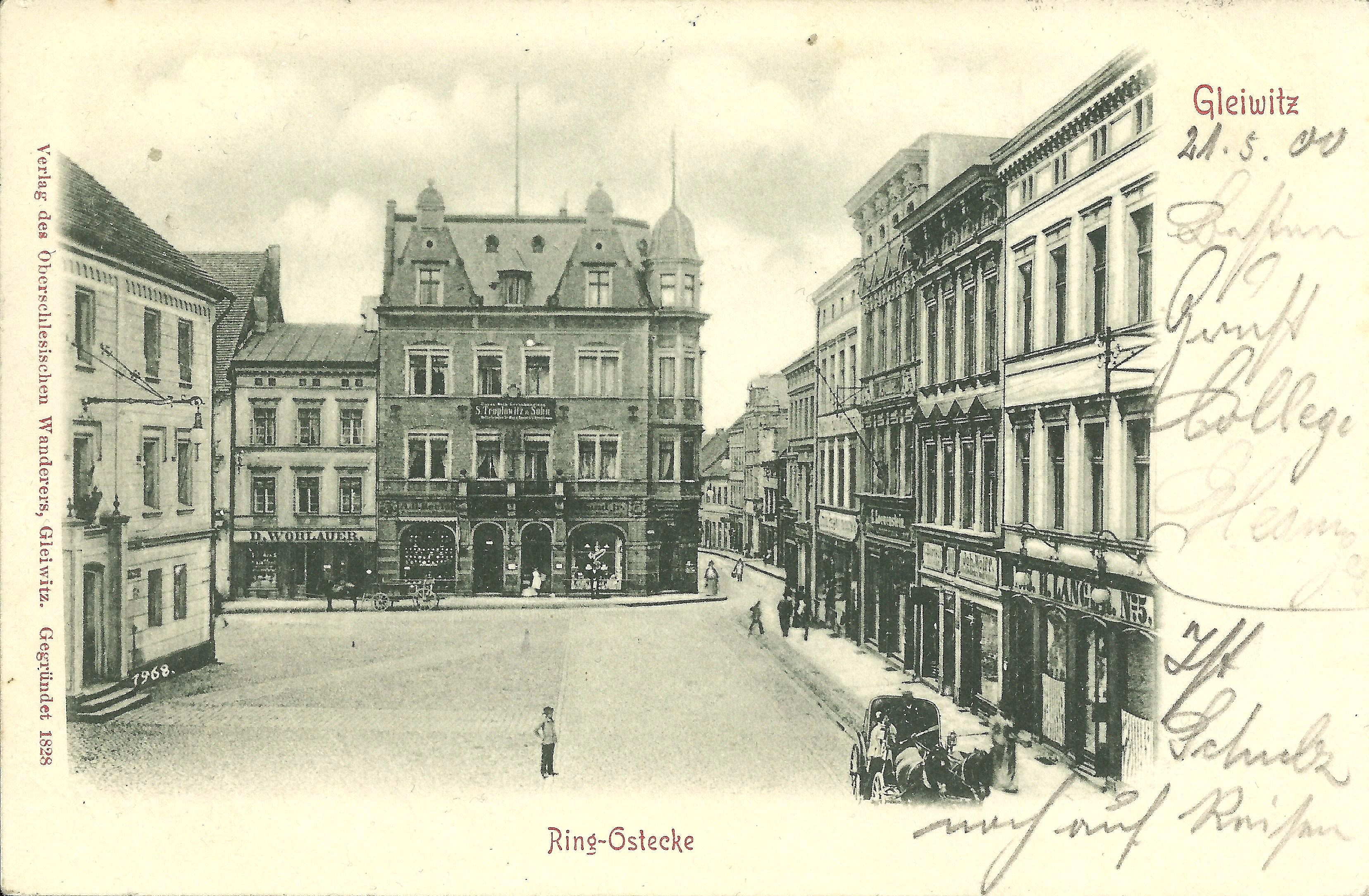
Gliwice, Rynek 26. Stara widokówka z końca XIX w. pokazująca winiarnię Salomona Troplowitza, w której Oskar spędził siedem pierwszych lat swego dzieciństwa.

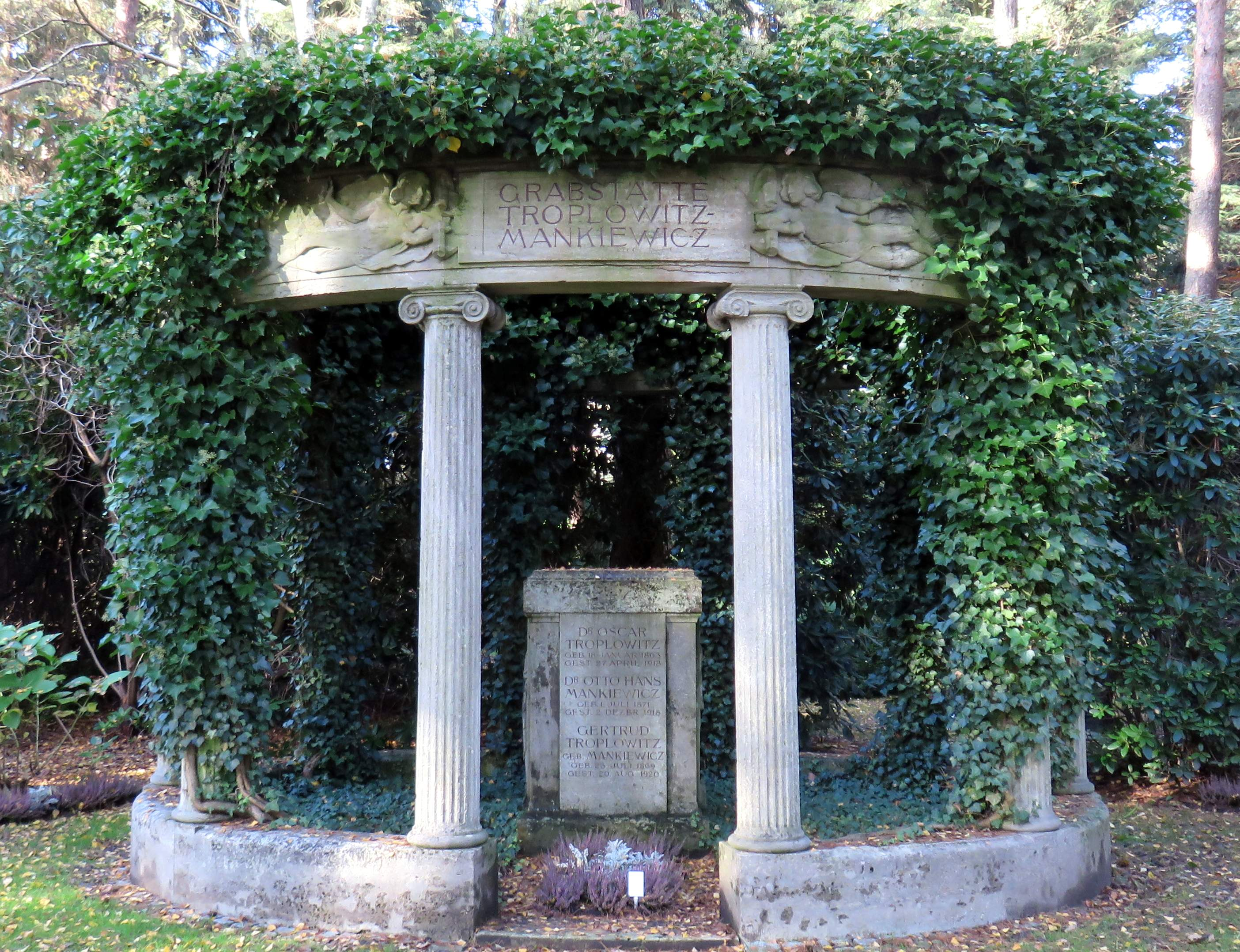
Grobowiec rodzin Mankiewiczów i Troplowitzów na cmentarzu w Hamburgu

W 1890 roku ożenił się z Gertrudą. Dzięki pomocy finansowej rodziny, za kwotę 60 tysięcy marek w tym samym roku wykupił zakład farmaceutyczny Paula Beiersdorfa w Altonie (wtedy Szlezwik-Holsztyn, od 1937 r. część Hamburga). Rozwinął go w dużą firmę kosmetyczną „Beiersdorf & Co” (jej spadkobierczynią jest dzisiejsza Beiersdorf AG), w przededniu wybuchu I wojny światowej obecną w 29 krajach na 4 kontynentach, zatrudniającą w samych Niemczech ponad 500 pracowników i stawiającą na innowacyjność swych wyrobów. Dziełem Troplowitza był m.in. pierwszy samoprzylepny plaster („Leukoplast”, 1901), pasta do zębów („Pebeco”, 1905), zastępująca stosowany dotychczas proszek do mycia zębów oraz mydło „Nivea” (1906). W 1911 Troplowitz odkupił od chemika dr Isaaca Lifschütza patent na uzyskiwanie eucerytu – doskonałego emulgatora, umożliwiającego produkcję stabilnej emulsji tłuszcz-woda. Współpracując z dermatologiem, prof. Paulem Gersonem Unną, w 1911 r., wykorzystując euceryt, wprowadził na rynek najbardziej znany kosmetyk w historii – krem „Nivea”.
Troplowitz wyróżniał się w tamtych czasach wyjątkową dbałością o warunki socjalne swoich pracowników. Robotnikom ograniczył w 1892 r. czas pracy do 60 godzin tygodniowo (a do 1912 r. – zredukował go do 48 godzin tygodniowo), zachowując pełne wynagrodzenie i płatne urlopy. Otrzymywali oni też bezpłatne posiłki w fabryce oraz premie na Boże Narodzenie. Szczególna opieką otaczał kobiety ciężarne i młode matki. W 1916 r. w swym majątku w Holsztynie urządził ośrodek wypoczynkowy dla pracowników swojej firmy. Angażował się również w sprawy regionu: był członkiem parlamentu hamburskiego i działał w tamtejszych komisjach finansów, budownictwa i edukacji.
W 1909 r. małżonkowie wprowadzili się do reprezentacyjnej willi w Hamburgu przy Agnesstraße 1. Wykorzystując stabilną sytuację firmy i własną niezależność finansową Troplowitz powrócił do swych młodzieńczych pasji – sztuki. Nawiązał kontakt z wieloma artystami czynnymi w początkach XX w.: malarzami, grafikami i rzeźbiarzami, wspierając głównie młodych twórców. Dla miasta Hamburga ufundował rzeźbę – pomnik Diany. Swym rodzinnym Gliwicom podarował pomnik – alegorię górnośląskiego przemysłu, przedstawiający robotnika z młotem (dzieło to, autorstwa berlińskiego rzeźbiarza Arthura Bocka, zniknęło w 1945 r., zastąpione obeliskiem ku czci Armii Czerwonej). Rozpoczął kolekcjonowanie obrazów: w jego zbiorach znalazły się m.in. prace Renoira, Sisleya, Liebermanna i Slevogta, a także liczne grafiki współczesnych mu twórców. Był pierwszym Niemcem, który zakupił obraz Pabla Picassa (w 1914 r.). Po śmierci Troplowitza jego żona Gertruda przekazała kolekcję 18 najcenniejszych dzieł hamburskiej Kunsthalle. Dla uczczenia 150. rocznicy urodzin swego dobroczyńcy galeria ta przygotowała w 2013 r. specjalną wystawę poświęconą Troplowitzowi.
Od 1897 roku był członkiem hamburskiej gminy żydowskiej. W 1910 roku, wraz z małżonką Gertrudą, przeszedł na chrześcijaństwo
Oscar Troplowitz zmarł 27 kwietnia 1918 roku na udar mózgu. Został pochowany w rodzinnym grobowcu przy głównej alei wielkiego cmentarza Ohlsdorf w Hamburgu.